# Hydriastele lepidota
Hydriastele lepidota là loài thực vật có hoa thuộc họ Arecaceae. Loài này được Burret mô tả khoa học đầu tiên năm 1939.